# Tour der australischen Rugby-Union-Nationalmannschaft nach Europa 2001
| Tour der Wallabies nach Europa 2001 | Tour der Wallabies nach Europa 2001 | Tour der Wallabies nach Europa 2001 | Tour der Wallabies nach Europa 2001 | Tour der Wallabies nach Europa 2001 |
| Übersicht                           | S                                   | G                                   | U                                   | N                                   |
| ----------------------------------- | ----------------------------------- | ----------------------------------- | ----------------------------------- | ----------------------------------- |
| Test Matches                        | 4                                   | 2                                   | 0                                   | 2                                   |
| Sonstige Spiele                     | 3                                   | 3                                   | 0                                   | 0                                   |
| Gesamt                              | 7                                   | 5                                   | 0                                   | 2                                   |
|                                     |                                     |                                     |                                     |                                     |
| England                             | 1                                   | 0                                   | 0                                   | 1                                   |
| Frankreich                          | 1                                   | 0                                   | 0                                   | 1                                   |
| Spanien                             | 1                                   | 1                                   | 0                                   | 0                                   |
| Wales                               | 1                                   | 1                                   | 0                                   | 0                                   |

Die Tour der australischen Rugby-Union-Nationalmannschaft nach Europa 2001 umfasste eine Reihe von Freundschaftsspielen der Wallabies, der Nationalmannschaft Australiens in der Sportart Rugby Union. Das Team reiste im Oktober und November 2001 durch Frankreich, Großbritannien und Spanien, wobei es sieben Spiele bestritt. Darunter war je ein Test Match gegen die Nationalmannschaften Englands, Frankreichs, Spaniens und von Wales. Die Australier gewannen und verloren je zwei Test Matches, in den übrigen Spielen gegen Auswahlteams blieben sie unbesiegt. Es handelte sich um die letzte Tour der Wallabies im traditionellen Sinne; an ihre Stelle traten die Mid-year Internationals und End-of-year Internationals. 

## Spielplan
- Hintergrundfarbe grün = Sieg
- Hintergrundfarbe rot = Niederlage

(Test Matches sind grau unterlegt; Ergebnisse aus der Sicht Australiens)
| # | Datum             | Gegner                       | Ort       | Stadion                      | Ergebnis |
| - | ----------------- | ---------------------------- | --------- | ---------------------------- | -------- |
| 1 | 28. Oktober 2001  | England National Division XV | Leicester | Welford Road Stadium         | 34:22    |
| 2 | 21. November 2001 | Spanien                      | Madrid    | Estadio Nacional Complutense | 92:10    |
| 3 | 01. November 2001 | Oxford University RFC        | Oxford    | Iffley Road                  | 52:27    |
| 4 | 04. November 2001 | England                      | London    | Twickenham Stadium           | 15:21    |
| 5 | 0. November 2001  | Frankreich                   | Marseille | Stade Vélodrome              | 13:14    |
| 6 | 17. November 2001 | Wales                        | Cardiff   | Millennium Stadium           | 21:13    |
| 7 | 28. November 2001 | Barbarians                   | Cardiff   | Millennium Stadium           | 49:35    |

## Test Matches
| 1. November 2001 16:00 MEZ | Spanien                                                            | 10 : 92        | Australien | Estadio Nacional Complutense, Madrid Zuschauer: 8.000 Schiedsrichter: Joël Jutge (Frankreich) |
| 1. November 2001 16:00 MEZ | Versuche: Villaú Erhöhungen: Martínez Straftritte: Alonso-Lasheras | (3:57) Bericht | Versuche: Bond Cockbain Foley Grey Herbert Kefu Latham (3) Roff (2) Smith Stiles Erhöhungen: Burke (10) Flatley (2) Straftritte: Burke | Estadio Nacional Complutense, Madrid Zuschauer: 8.000 Schiedsrichter: Joël Jutge (Frankreich) |

Aufstellungen:
- Spanien: Jaime Alonso-Lasheras, Fernando Diez, Miguel Angel Frechilla, Antonio León , Noe Macias, Alfonso Mata, Roger Ripol, Javier Salazar, Alberto Socías, Carlos Souto, Sergio Souto, Ferran Velazco, Marc Ventura, José Miguel Villaú, José Ignacio Zapatero 
 Auswechselspieler: Fernando de la Calle, Jorge de Urquiza, Abraham Fortet, Marco García, Alfons Martínez, Antonio Socías, Steve Tuineau
- Australien: Matt Burke, Ben Darwin, Owen Finegan, Michael Foley, David Giffin, George Gregan , Nathan Grey, Justin Harrison, Daniel Herbert, Toutai Kefu, Stephen Larkham, Chris Latham, Joe Roff, George Smith, Nick Stiles 
 Auswechselspieler: Graeme Bond, Brendan Cannon, Matt Cockbain, Elton Flatley, Rod Moore, Chris Whitaker, Phil Waugh

| 10. November 2001 14:30 WEZ | England                                             | 21 : 15        | Australien                                                 | Twickenham Stadium, London Zuschauer: 78.000 Schiedsrichter: Paddy O’Brien (Neuseeland) |
| 10. November 2001 14:30 WEZ | Straftritte: Wilkinson (5) Dropgoals: Wilkinson (2) | (15:0) Bericht | Versuche: Burke Waugh Erhöhungen: Burke Straftritte: Burke | Twickenham Stadium, London Zuschauer: 78.000 Schiedsrichter: Paddy O’Brien (Neuseeland) |

Aufstellungen:
- England: Neil Back , Kyran Bracken, Mike Catt, Will Greenwood, Danny Grewcock, Austin Healey, Richard Hill, Ben Kay, Dan Luger, Jason Robinson, Graham Rowntree, Phil Vickery, Dorian West, Jonny Wilkinson, Joe Worsley
- Australien: Matt Burke, Ben Darwin, Owen Finegan, Michael Foley, David Giffin, George Gregan , Nathan Grey, Justin Harrison, Daniel Herbert, Toutai Kefu, Stephen Larkham, Chris Latham, Joe Roff, George Smith, Nick Stiles 
 Auswechselspieler: Graeme Bond, Matt Cockbain, Rod Moore, Phil Waugh

| 17. November 2001 20:45 MEZ | Frankreich                                    | 14 : 13        | Australien                                                | Stade Vélodrome, Marseille Zuschauer: 59.000 Schiedsrichter: Colin Hawke (Neuseeland) |
| 17. November 2001 20:45 MEZ | Versuche: Marsh Straftritte: Michalak Traille | (11:3) Bericht | Versuche: Tune Erhöhungen: Flatley Straftritte: Burke (2) | Stade Vélodrome, Marseille Zuschauer: 59.000 Schiedsrichter: Colin Hawke (Neuseeland) |

Aufstellungen:
- Frankreich: David Auradou, Serge Betsen, David Bory, Jean-Jacques Crenca, Pieter de Villiers, Fabien Galthié , Raphaël Ibañez, Olivier Magne, Tony Marsh, Frédéric Michalak, Clément Poitrenaud, Thibault Privat, Aurélien Rougerie, Patrick Tabacco, Damien Traille 
 Auswechselspieler: Yannick Bru, Nicolas Jeanjean, Lionel Nallet
- Australien: Graeme Bond, Matt Burke, Ben Darwin, Owen Finegan, Michael Foley, David Giffin, Nathan Grey, George Gregan , Justin Harrison, Toutai Kefu, Stephen Larkham, Chris Latham, Joe Roff, Nick Stiles, Phil Waugh 
 Auswechselspieler: Brendan Cannon, Matt Cockbain, Elton Flatley, Rod Moore, George Smith, Ben Tune

| 25. November 2001 15:00 WEZ | Wales                                                       | 13 : 21       | Australien             | Millennium Stadium, Cardiff Zuschauer: 57.000 Schiedsrichter: Steve Lander (England) |
| 25. November 2001 15:00 WEZ | Versuche: Thomas Erhöhungen: Harris Straftritte: Harris (2) | (3:9) Bericht | Straftritte: Burke (7) | Millennium Stadium, Cardiff Zuschauer: 57.000 Schiedsrichter: Steve Lander (England) |

Aufstellungen:
- Wales: Colin Charvis, Ian Gough, Iestyn Harris, Rob Howley, Spencer John, Stephen Jones, Robin McBryde, Kevin Morgan, Andy Moore, Darren Morris, Wayne Proctor, Scott Quinnell , Jamie Robinson, Brett Sinkinson, Gareth Thomas 
 Auswechselspieler: Duncan Jones, Gavin Thomas, Barry Williams, Rhys Williams, Chris Wyatt
- Australien: Graeme Bond, Matt Burke, Matt Cockbain, Ben Darwin, Owen Finegan, Elton Flatley, Michael Foley, David Giffin, George Gregan , Toutai Kefu, Stephen Larkham, Joe Roff, Nick Stiles, Ben Tune, Phil Waugh 
 Auswechselspieler: Brendan Cannon, Justin Harrison, Steve Kefu, Chris Latham, Rod Moore, George Smith, Chris Whitaker